# Eeklo
Eeklo es un municipio de la Provincia de Flandes Oriental, en Bélgica, capital del distrito homónimo. 
El ayuntamiento del municipio solo engloba la ciudad de Eeklo. Este municipio belga tenía, según el censo de 2018, una población de 20.890 habitantes que se reparten en 30,05 kilómetros cuadrados de superficie. 

## Demografía

### Evolución
Todos los datos históricos relativos al actual municipio, el siguiente gráfico refleja su evolución demográfica.
| Gráfica de evolución demográfica de Eeklo entre 1846 y 2018 |
|                                                             |

## Lugares de interés
- Edificio del ayuntamiento: Enclavado en la preciosa plaza de la avenida LeopoldLaan, con una majestuosa iglesia a sus espaldas, es un edificio clásico con ornamentación típica de esa zona de Europa. Se trata de un edificio patrimonio de la Unesco.

## Habitantes famosos
- Eric De Vlaeminck, ciclista, siete veces campeón del mundo de cyclo-cross.
- Roger De Vlaeminck, ciclista, cuatro veces campeón del París-Roubaix.
- Frederik Willems, ciclista, ganador de la Estrella de Bessèges.

## Ciudades hermanas
- Newbury
- Carcagente
- Braunfels
- Bagnols-sur-Cèze
- Feltre